# Барт Симпсон
Бартоломју ЏоЏо „Барт” Симпсон (енгл. Bartholomew JoJo "Bart" Simpson) је лик из цртане ТВ серије Симпсонови. Он је најстарије дете и једини син Хомера и Марџ Симпсон и брат Лисе и Меги. Заједно са својим оцем Хомером, Барт је без сумње најпознатији и најпрепознатљивији лик у серији. Глас му позајмљује Ненси Картрајт.
Како је наведено у Нецензурисаном породичном албуму Симпсонових, Барт је рођен првог априла, на Дан шале.
Када је у неприлици он изговара своју узречицу „Ay Karamba”, што је јако слично са Хомеровим „Доу!”.